# Biblioteche Sapienza

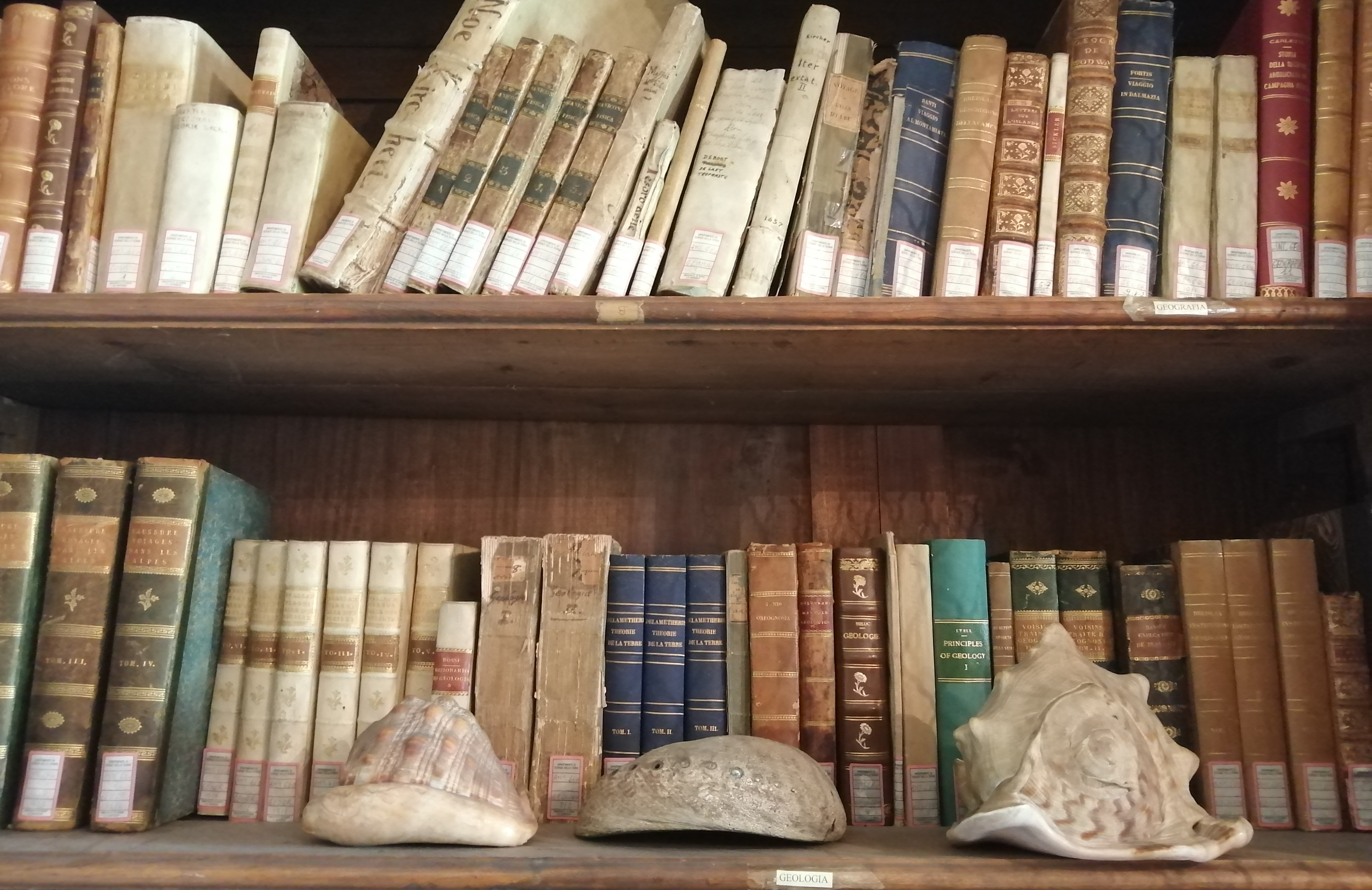
Biblioteca del Dipartimento di Scienze della Terra, Sezione libri antichi - Sapienza Università di Roma

Le Biblioteche Sapienza costituiscono un Sistema Bibliotecario, istituito nel 2011, composto da biblioteche di facoltà, interdipartimentali e di dipartimento, che forniscono documenti e servizi di supporto alla didattica e alla ricerca dell'Università di Roma "La Sapienza".

## Sedi
Le sedi sono situate prevalentemente nella Città universitaria, progettate nell'ambito dei rispettivi Dipartimenti; a titolo d'esempio, la Biblioteca "Guido Castelnuovo", ideata da Giò Ponti nel 1932 all'interno del più ampio disegno della Scuola di Matematica.
La Biblioteca Universitaria Alessandrina, collocata nel Palazzo del Rettorato, dal 1975 ha l'ordinamento di biblioteca pubblica statale.
Al di fuori della sede di Piazzale Aldo Moro, si trovano le biblioteche delle Facoltà e dei Dipartimenti che hanno mantenuto la collocazione antecedente al progetto della Città Universitaria o che sono state successivamente decentrate.
Alcune biblioteche di area medica sono situate all'interno dei padiglioni del XIX secolo del Policlinico Umberto I.
Gli spazi della Biblioteca centrale della Facoltà di Architettura nel 1932 si spostano da via di Ripetta alla nuova sede della Facoltà, a Valle Giulia, opera del professore e architetto Enrico Del Debbio.
La Biblioteca Centrale della Facoltà di Ingegneria "Giovanni Boaga" rimane nell'edificio vicino al complesso monumentale di San Pietro in Vincoli. Gli spazi interni, ristrutturati nel 1976 da Enrico Mandolesi, presentano una commistione di elementi architettonici moderni e ottocenteschi.
In via Salaria 113, in quello che era l'Istituto S. Angela Merici, del cui ampliamento e sistemazioni varie si è occupato nel 1948-49 Clemente Busiri Vici, trova sede la Biblioteca del Dipartimento di Comunicazione e Ricerca Sociale.
La Biblioteca di Filosofia nel 1980 si trasferisce nella storica Villa Mirafiori, andando ad occupare gli spazi della cappella, aggiunta negli anni Trenta, e oggetto di ristrutturazione da parte degli architetti Carlo Chiarini e Valter Bordini.
Degli stessi anni è il progetto della nuova Facoltà di Economia di Gaetano Minnucci, alle spalle dell'Istituto Superiore di Sanità, dove era prevista un'unica Biblioteca Centrale al piano terra. Oggi la Biblioteca Generale "Enrico Barone" è affiancata dalle biblioteche dei singoli istituti e dal 2001 dal Centro di Documentazione Europea.
Presso il Polo universitario di Latina è situata la Biblioteca "Mario Costa", in un complesso costruito tra il 1935 e il 1939 a scopo militare e in seguito divenuto centro di accoglienza di profughi di guerra e rifugiati politici.
Nel 2017, grazie alla riqualificazione dell'ex centro di smistamento postale nel quartiere storico di San Lorenzo, si inaugura la nuova sede della Biblioteca di Lingue e letterature straniere e dell'Istituto italiano di studi orientali nel complesso Marco Polo.

## Patrimonio
Le Biblioteche Sapienza gestiscono un patrimonio di circa 2.700.000 libri antichi e moderni, periodici, banche dati, risorse elettroniche e multimediali, facilmente ricercabili tramite il suo catalogo collettivo.
Sono presenti all'interno delle collezioni molti fondi librari e archivi, provenienti dalla donazione di raccolte personali di docenti e studiosi, come le biblioteche private di esponenti della cultura filosofica italiana, conservati presso la Biblioteca di Filosofia, tra cui quella di Giovanni Gentile, i fondi acquisiti dalla Biblioteca dell'Istituto Studi Orientali, a partire dalla costituzione della Scuola orientale (1904), dove troviamo le biblioteche degli studiosi Celestino Schiapparelli e Giuliano Bertuccioli, i fondi della Biblioteca SARAS, a cui lo storico dell'arte Giulio Carlo Argan ha donato la sua biblioteca, quelli della Biblioteca del Dipartimento di Scienze dell'Antichità, tra cui le raccolte personali degli archeologi Antonia Ciasca e Renato Peroni, mentre la biblioteca appartenuta ad Alexander Marc, consultabile presso la Biblioteca Barone, è anche oggetto della mostra virtuale "Alexandre Marc: una vita per l'Europa".
Il portale gli "Archivi personali dei nostri scienziati e altri fondi" dei dipartimenti della Facoltà di Scienze Matematiche, Fisiche e Naturali raccoglie le descrizioni dei Fondi archivistici, conservati presso le rispettive Biblioteche.
Il patrimonio antico comprende incunaboli e cinquecentine, tra cui la prima edizione a stampa degli Elementi di Euclide (1482), conservata presso la Biblioteca di Matematica, o il De humani corporis fabrica di Andrea Vesalio (1543), che si trova presso la Biblioteca Interdipartimentale di Scienze Odontostomatologiche e Organi di Senso.
Al fine di consentirne la libera consultazione e una maggiore tutela, le collezioni librarie antiche sono state in parte oggetto di progetti di digitalizzazione. Dal 2012 al 2017, tramite un accordo siglato con il Ministero per i beni e le attività culturali, le Biblioteche Sapienza hanno aderito al "Progetto massivo di digitalizzazione" Google Books con oltre 60 000 volumi, pubblicati dal 1500 fino al 1877.
Un unico sistema, denominato Sapienza Digital Library - SDL 2020, gestisce le risorse digitalizzate e permette l'accesso alle mostre virtuali, realizzate tramite il software open source MOVIO che propongono percorsi tematici del patrimonio librario.

## Reti di cooperazione
Il Sistema Bibliotecario Sapienza gestisce il Polo RMS del Servizio Bibliotecario Nazionale (SBN), partecipando dal 1990 alla rete SBN, e contribuisce con la catalogazione partecipata anche al Catalogo Italiano dei Periodici ACNP.
Per promuovere il reciproco scambio e la circolazione dei documenti le biblioteche offrono servizi interbibliotecari, aderendo al prestito interbibliotecario di ILL SBN e a NILDE.

## Terza missione
La comunità bibliotecaria contribuisce alle attività di trasferimento delle conoscenze a servizio della collettività, considerate come Terza missione, delle istituzioni universitarie attraverso progetti collaborativi con il Servizio Nazionale e gli studenti della scuola secondaria di secondo grado (iniziati nel 2015).

## Open Access
In accordo con la Policy di Ateneo per l'Open Access il personale del Sistema Bibliotecario Sapienza e delle biblioteche supporta l'inserimento dei dati della ricerca nell'archivio istituzionale IRIS - Catalogo dei prodotti della ricerca.